# László Beleznai
László Adolf Ödön Beleznai (* 16. November 1891 in Budapest, Königreich Ungarn; † 23. März 1953 ebenda) war ein ungarischer Schwimmer und Wasserballspieler.

## Karriere
Beleznai begann seine Karriere im Schwimmsport im Jahr 1905. 1910 wurde er österreichischer Meister über 100 m und 200 m Freistil. Ein Jahr später wurde er mit seiner Mannschaft von Műegyetemi AFC ungarischer Staffelmeister über 4 × 100 m Freistil. 1912 folgte ein weiterer ungarischer Titel in selbiger Disziplin und zusätzlich die Meisterschaft im Einzelwettbewerb über 100 Yards Freistil. Auch in Österreich konnte er seiner Sammlung zwei Titel hinzufügen – so gewann er erneut die Wettkämpfe über 100 m und 200 m Freistil und brach dabei den nationalen Rekord über die kürzere Distanz. Neben den Meisterschaften nahm er 1912 auch an den Olympischen Spielen in Stockholm teil. Dort erreichte er im Wettbewerb über 100 m Freistil das Viertelfinale. Mit der ungarischen Staffel über 4 × 200 m Freistil erzielte er zunächst die drittschnellste Zeit im Vorlauf, trat dann aber im Finale nicht an. Im Wasserball wurde er mit der Nationalmannschaft Fünfter. Zwischen 1912 und 1924 folgte sieben weitere Spiele für die ungarische Wasserballmannschaft.
Neben dem aktiven Sport wurde er 1918 Mitglied des ungarischen Schwimmverbandes. Im Folgejahr wurde er Teil des ersten Prüfungskomitees für Wasserballschiedsrichter. Bei den Olympischen Spielen 1928 in Amsterdam wurde er in zwei Spielen als Schiedsrichter im Wasserball eingesetzt. In den Jahren 1929 und 1930 war der Ungar Vizepräsident des nationalen Schwimmverbandes. Zwischen 1929 und 1947 war er zusätzlich Teil des Vorstandes der FINA. 1936 gewann er bei den Olympischen Spielen in Berlin als Trainer der Wasserballnationalmannschaft Gold. 1947 und 1948 war er erneut Co-Präsident des ungarischen Schwimmverbandes.